# لانی‌سیتی (هاوایی)
لانی‌سیتی (به انگلیسی: Lanai City) یک منطقهٔ مسکونی در ایالات متحده آمریکا است که در شهرستان ماویی، هاوایی واقع شده‌است. لانی‌سیتی ۱۷٫۹ کیلومتر مربع مساحت و ۳٬۱۰۲ نفر جمعیت دارد و ۵۰۱ متر بالاتر از سطح دریا واقع شده‌است.